# Kerk van Wirdum (Groningen)
De kerk van Wirdum is een zaalkerk daterend uit het begin van de 13e eeuw en gelegen op de wierde van de plaats Wirdum in de Nederlandse provincie Groningen.
De kerk had oorspronkelijk een romaans karakter. De noordwand heeft het meest het oorspronkelijke karakter bewaard. De ramen met een gotisch karakter aan de zuidzijde en in de oostelijke sluitwand zijn later aangebracht. De kerk had oorspronkelijk aan de westzijde een toren die in 1878 is afgebroken en die vervangen is door een dakruiter.
Bij restauraties in de kerk zijn de oorspronkelijke muurschilderingen weer zichtbaar geworden. Het betreft een afbeelding uit circa 1400 van Christus op de troon als Majestas Domini. Ook is er een afbeelding van de heilige Barbara.
In de kerk liggen de grafstenen van leden van de familie Froma, bewoners van de Fromaborg. Een van hen, Ballo Froma, was de voogd van de 16e-eeuwse Groninger kroniekschrijver Abel Eppens.
Het pijporgel van Petrus van Oeckelen is na zijn dood in 1879 afgebouwd en geplaatst door zijn zoons Cornelius en Antonius. Het heeft één manuaal, zeven registers en een aangehangen pedaal. Het instrument werd in 1999 gerestaureerd.
In 1981 werd de kerk overgedragen aan de Stichting Oude Groninger Kerken.
Op het kerkhof ligt de oude gerichtssteen: een door andere keien ondersteunde platte grote steen. Deze steen lag hier eeuwenlang, maar werd rond 1900 verplaatst naar Ekenstein. Ergens rond 2000 is de steen weer teruggeplaatst.

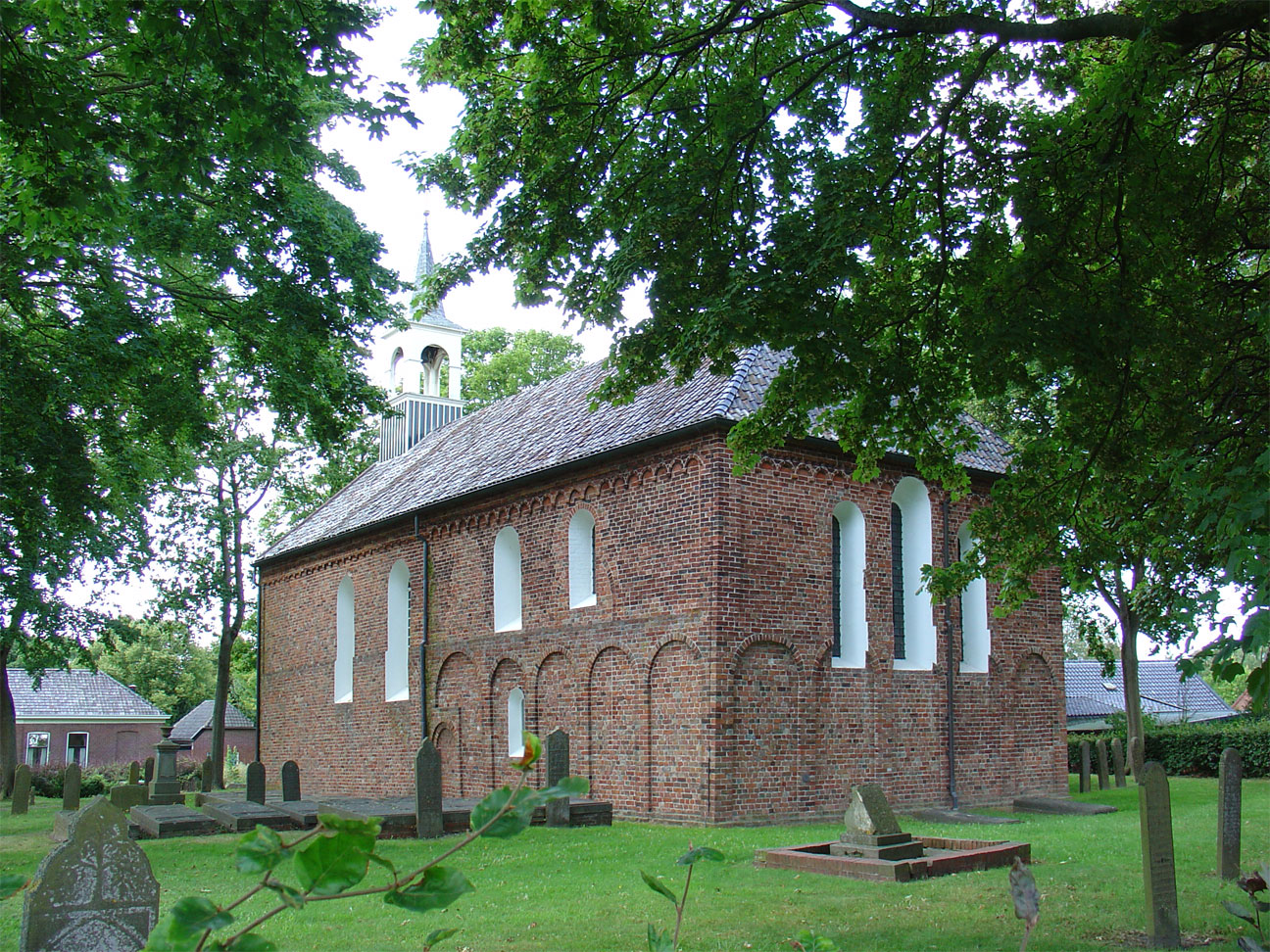
Kerk
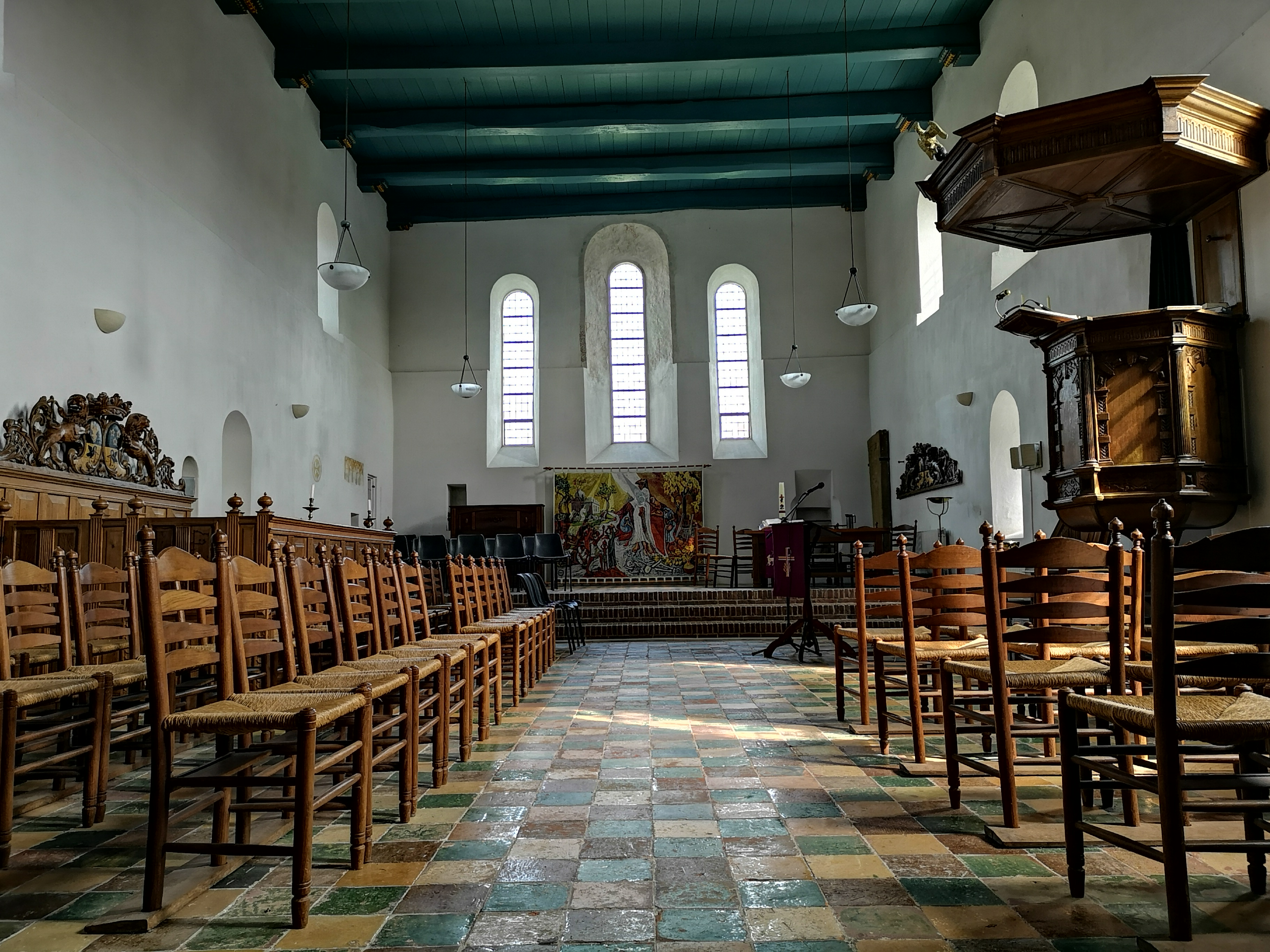
Interieur
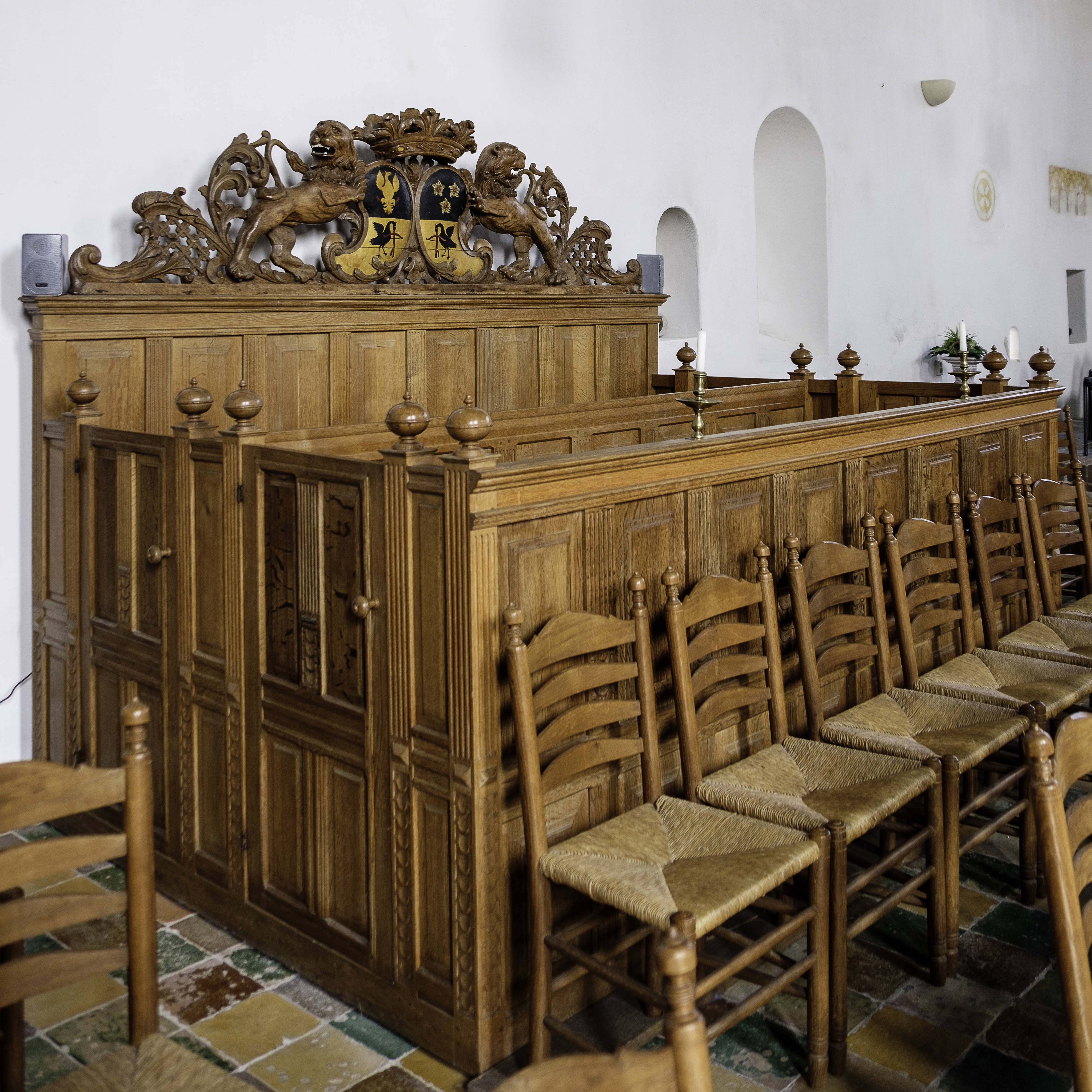
18e-eeuwse herenbank met de familiewapens van Aldringa-De Sighers en Canter-De Sighers (1644)
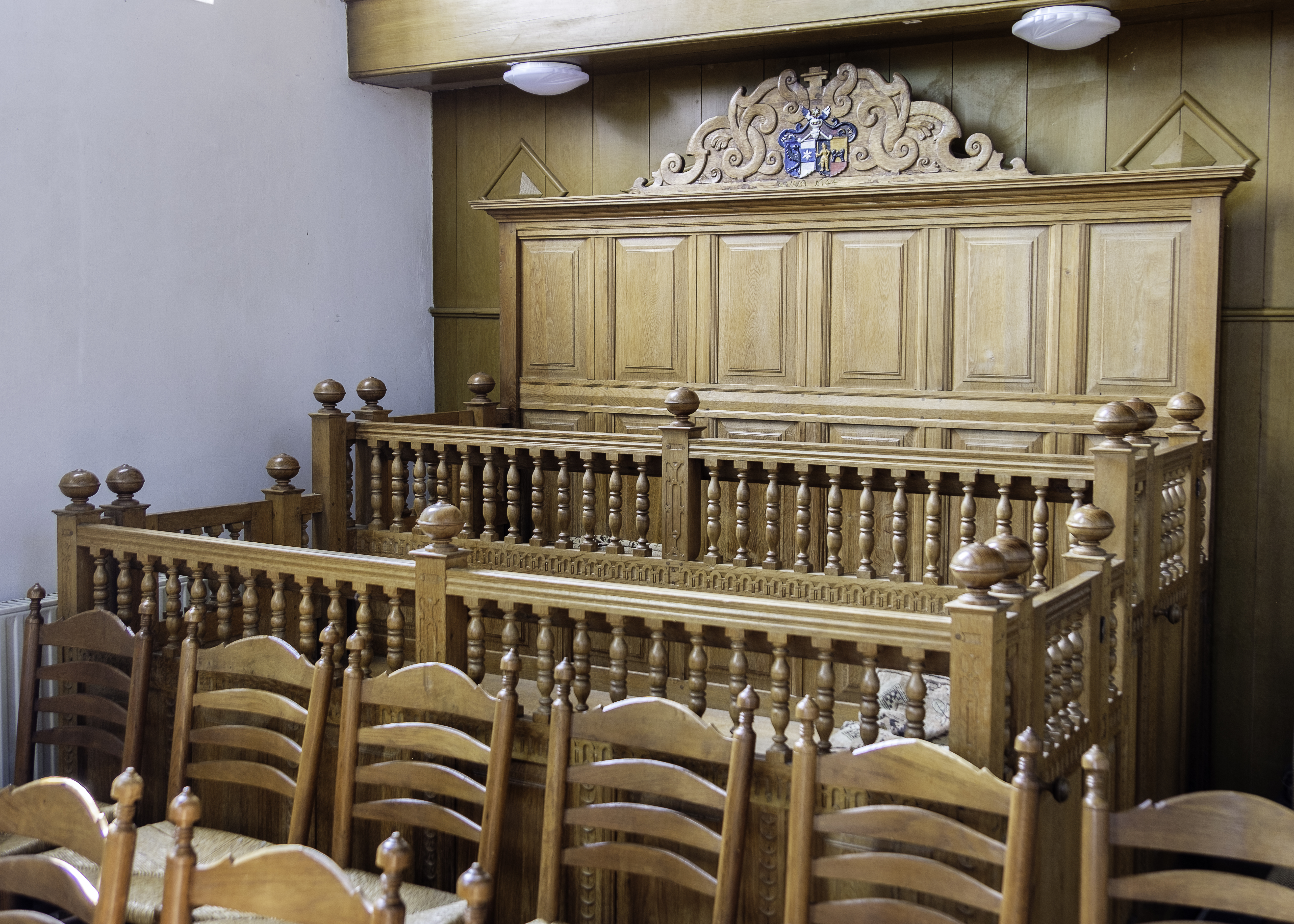
17e-eeuwse herenbank met de familiewapens van Wiltet Louwens en Remke Jelmers (1644)
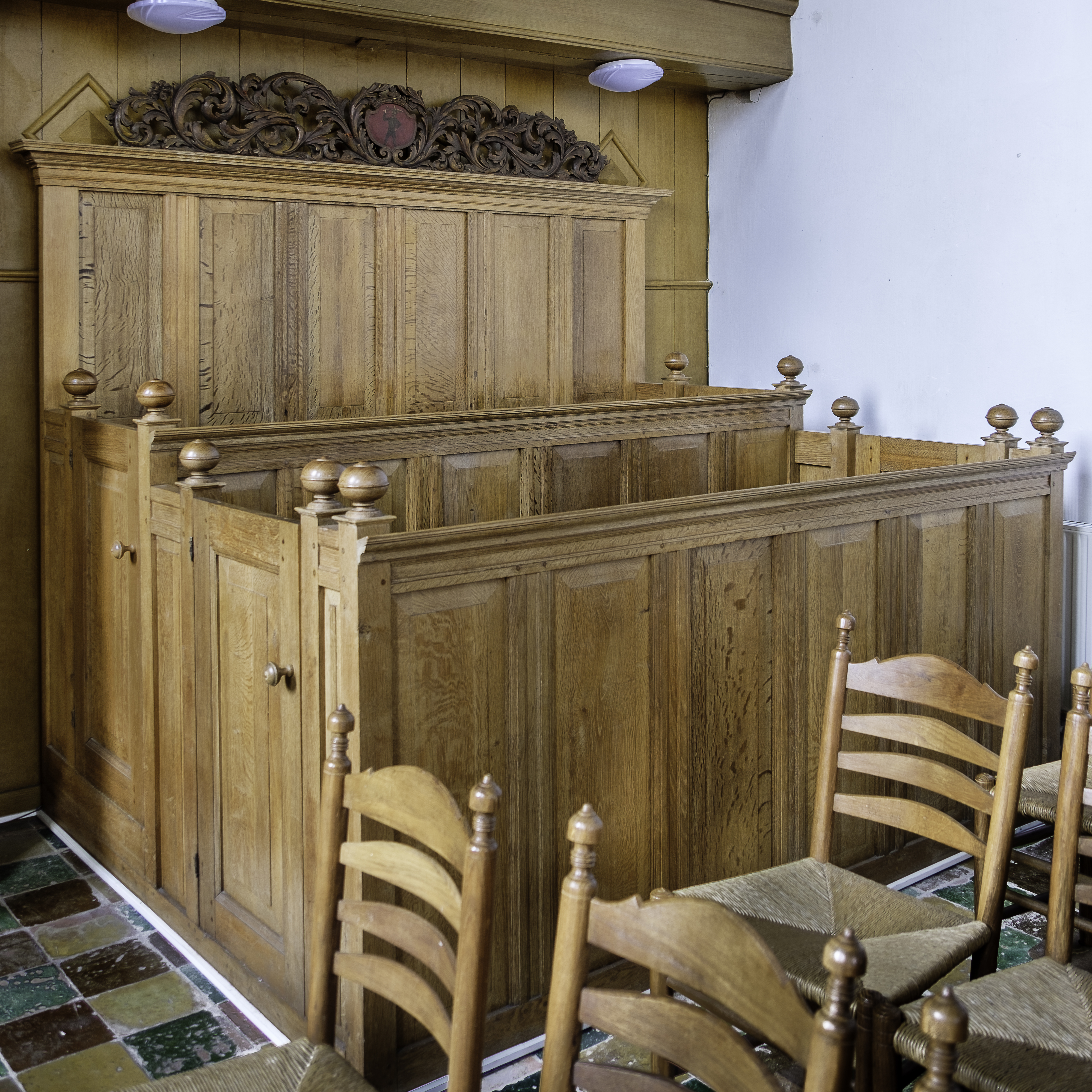
18e-eeuwse herenbank met het wapen van de familie Halsema
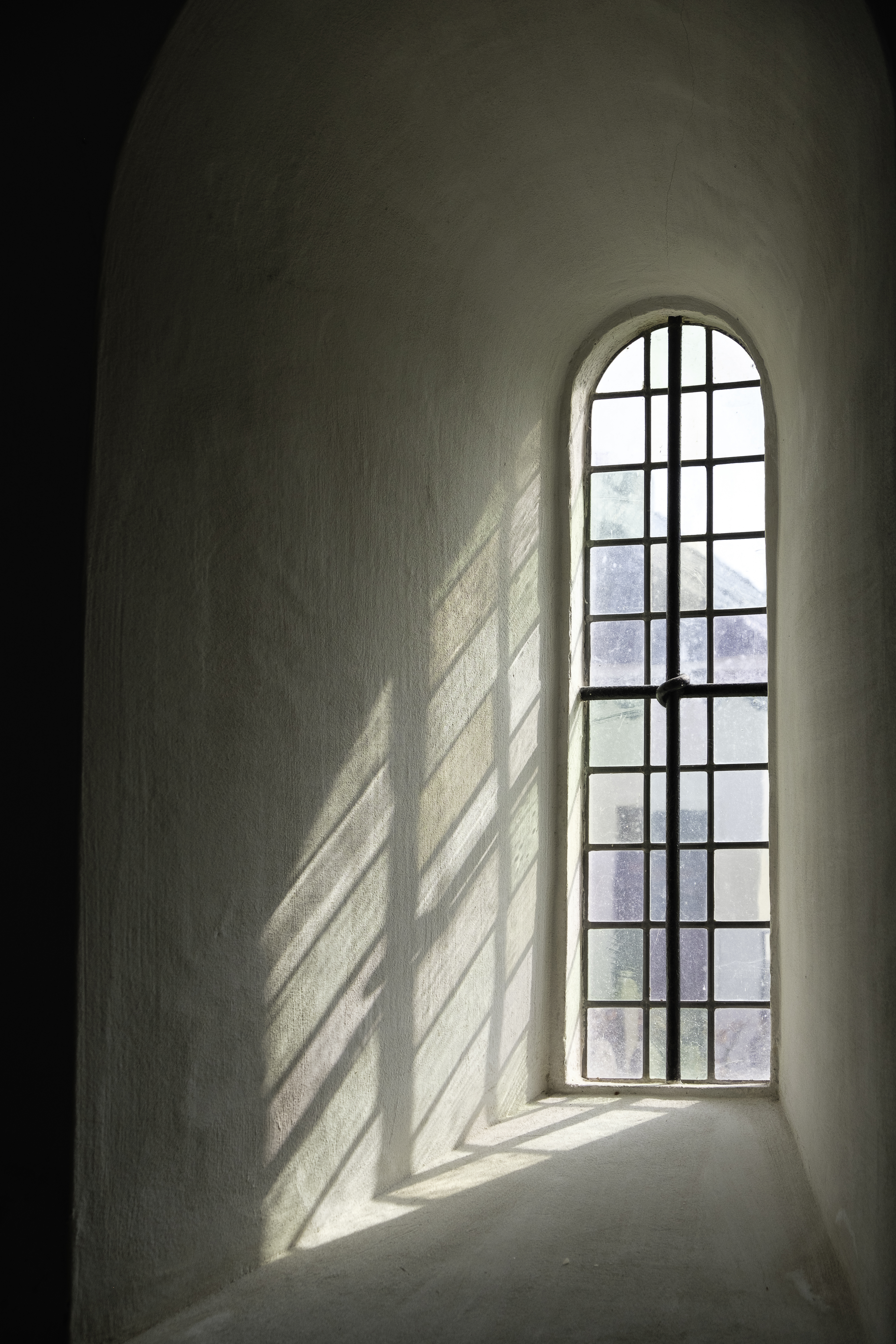
Venster
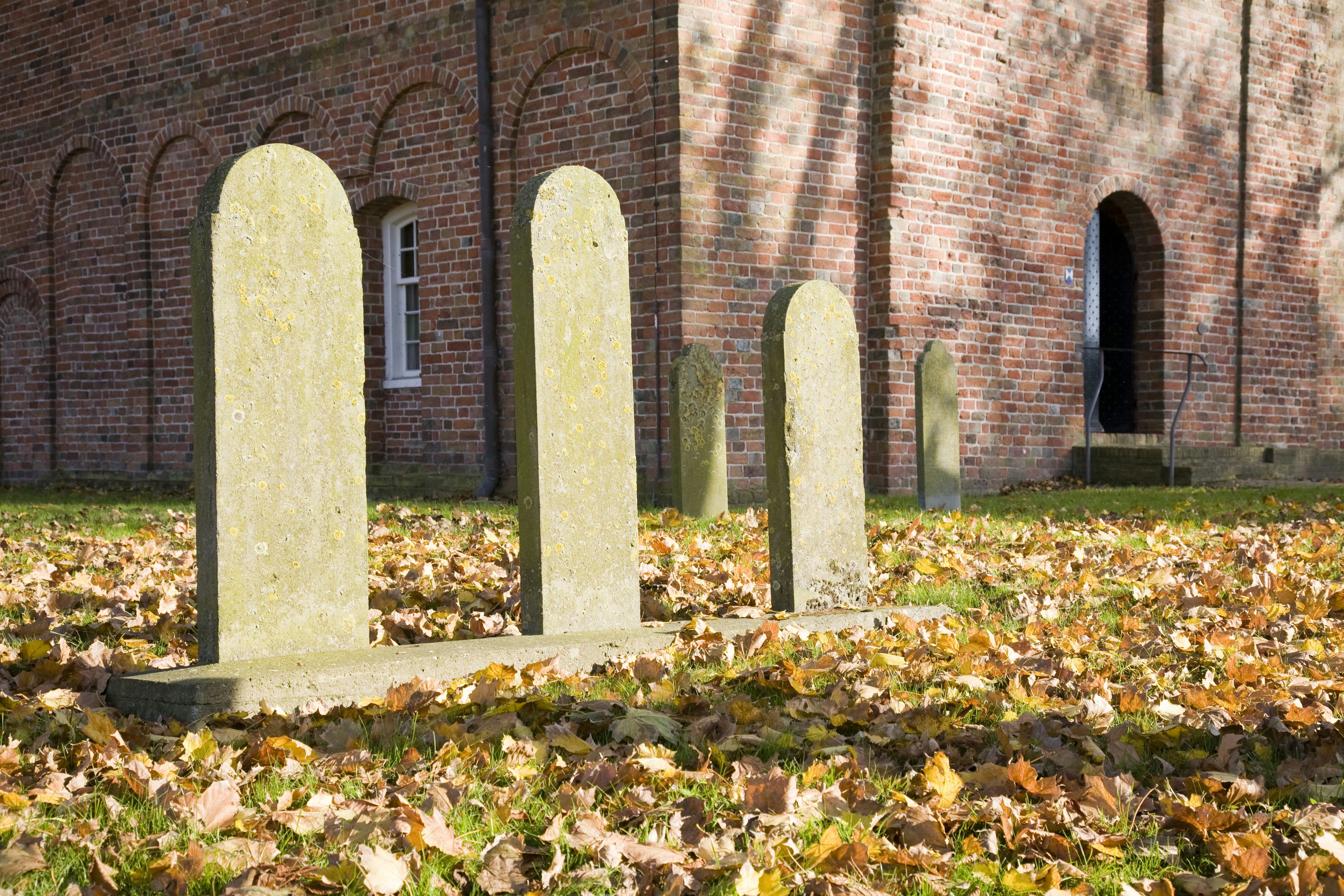
Grafzerken
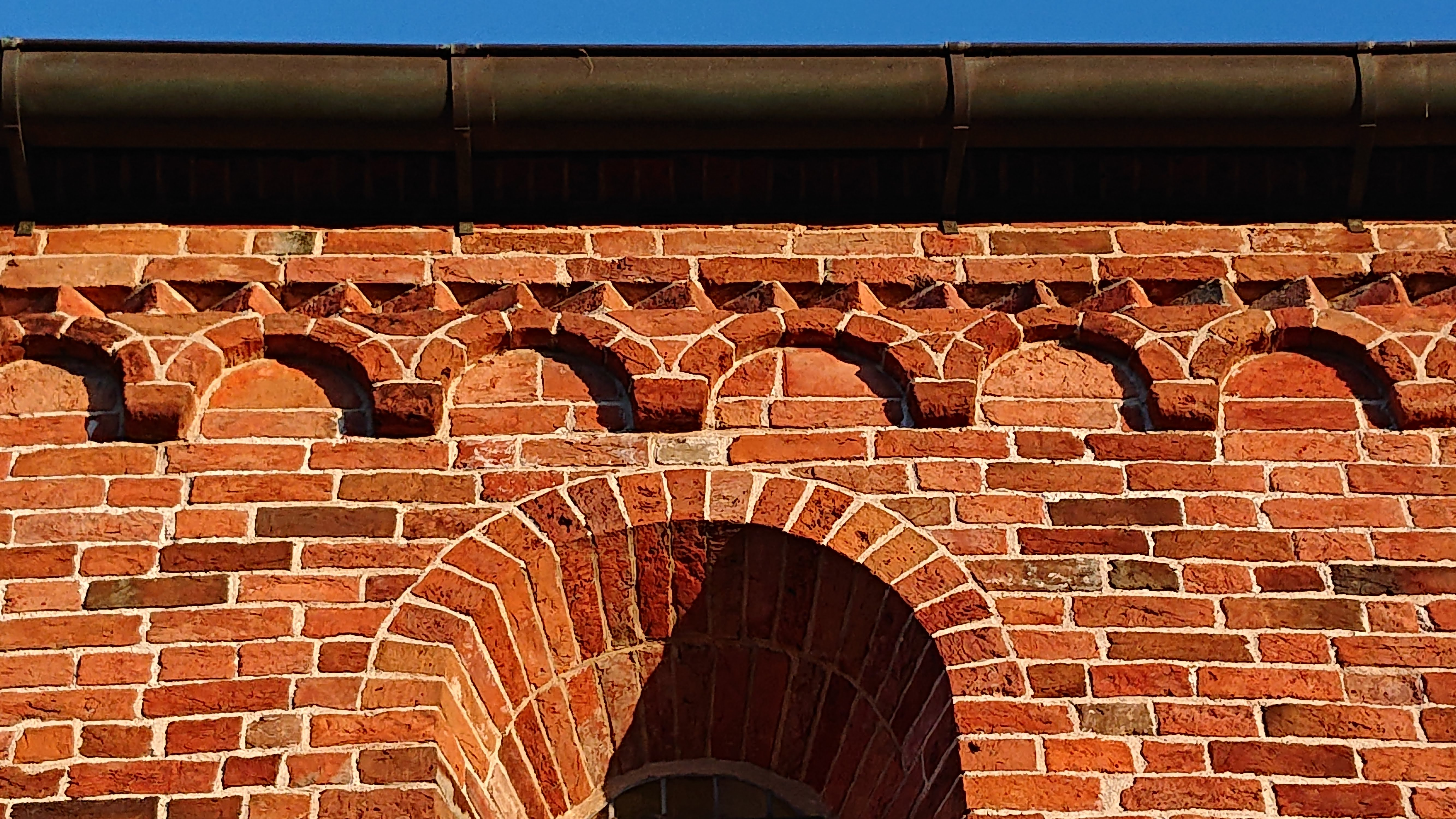
Boogfries noordwand